# Musée Paul-Delouvrier
 (janvier 2017).
Le musée Paul-Delouvrier est un musée d'art religieux, situé à Évry en Essonne, Île-de-France, en France. Il est implanté au sein de la cathédrale de la Résurrection.
Il a été inauguré le 28 septembre 2007 et nommé en hommage à Paul Delouvrier (1914-1995), haut fonctionnaire français sous la IVe et la Ve République, et l'un des principaux artisans de la planification qui a remodelé la France pendant les « Trente Glorieuses ».
Fermé pendant 5 ans le musée a rouvert en mars 2025.

## Situation
Le musée Paul-Delouvrier est situé dans le centre-ville d'Évry, dans un espace indépendant de quatre niveaux, situé au sein de la cathédrale de la Résurrection, monument construit par l'architecte de renommée internationale Mario Botta entre 1992 et 1995. L'édifice est labellisé Patrimoine du XXe siècle.

## Histoire
Le musée fut tout d'abord la propriété de l'Agence Nationale pour les Arts Sacrés (ANAS), créée pour gérer et animer cet espace dont l’objectif initial était d'accueillir un centre d'étude à rayonnement national sur les arts sacrés. En 2004, le diocèse d'Évry-Corbeil-Essonnes racheta quatre des cinq niveaux des locaux dans le but d'en faire un musée diocésain, qui fut inauguré trois ans plus tard. L'ANAS demeure propriétaire du dernier niveau où elle organise périodiquement des expositions temporaires. L'accès aux deux espaces se fait par une entrée commune, située au dessus de la porte ouest de la cathédrale.

## Collections
Le musée est organisé sur trois niveaux de galeries auxquels s'ajoutent des espaces d'exposition en sous-sol. Il accueille des collections d'art contemporain, d'art africain, ainsi que d'art sacré. En janvier 2017, le musée exposait près de 500 pièces, parmi lesquelles une centaine de toiles et sculptures contemporaines, plus de 300 objets d'art et d'artisanat africain et 80 œuvres d'art sacré. Les deux niveaux de galerie du trésor de la cathédrale présentaient quant à eux près de 400 pièces, dont une trentaine d’œuvres contemporaines. 

### Art contemporain
La collection permanente d’art contemporain exposée au quatrième étage du musée, retrace la période des années 1980 à nos jours, qui succède aux avant-gardes abstraites avec les productions d’artistes de la Figuration narrative (Gérard Fromanger), du groupe Supports-Surfaces (Pierre Buraglio, Louis Cane) ou encore du mouvement Op Art (Victor Vasarely).
Une cinquantaine de toiles est présentée au visiteur dans cette galerie, où se déroulent également les expositions temporaires organisées périodiquement par le musée. La plupart de ces œuvres proviennent d’une importante donation d’artistes, dont a profité le musée lors de sa création en 2007. Le projet visant à doter la cathédrale d’Évry d’un espace consacré à l’art, était alors porté par des personnalités telles que le Cardinal Jean-Marie Lustiger, archevêque de Paris, Jack Lang, Ministre de la Culture ou encore Claude Mollard, expert en ingénierie culturelle.
En parallèle du développement de ses collections africaines, le musée s’est également ouvert aux expressions artistiques contemporaines d’Afrique et de l’océan Indien et a regroupé progressivement plus d’une cinquantaine de toiles, signées d’artistes parmi les plus prolifiques de l’archipel des Seychelles, (Michaël Adams, Léon Radegonde...), de Madagascar (Hugues Rakotomalala) ou encore d’Ethiopie (Abiy Gediyon). Cette collection est volontairement intégrée aux espaces du musée consacrés à l’Afrique et à ses cultures insulaires, au sous-sol et au troisième étage.
Ce fonds permanent d’art contemporain est enrichi régulièrement par des œuvres nouvelles, provenant de dons d’artistes ou de collectionneurs, ou bien acquises par le musée à la suite des expositions temporaires organisées dans ses espaces. En effet, le musée Paul-Delouvrier poursuit depuis 10 ans sa vocation de tremplin pour de jeunes artistes prometteurs et des artistes locaux en quête de visibilité.

#### Artistes représentés dans le fonds permanent d'art contemporain
Olivier Agid, Jean-Max Albert, Patrice Alexandre, Pierre Balas, Alexey Begov, Véronique Bigo, Françoise Bissara-Fréreau, Stéphane Braconnier, Pierre Buraglio, Louis Cane, André Cantié, Christophe Cartier, Thierry Cauwet, Marie Chamant, Cécile Cornier, Antoine de Bary, Colette Déblé, Anne Deguelle, Eric Devantoy, Joël Ducorroy, Alain Ficheux, Gérard Fromanger, Charles Garo, Gérard Garouste, Vincenzo Garribo, Michel Gigon, Marco Gilioli, Jean-Philippe Guéant, Bernard Guillot, Charles Haudot, Christophe Horlain, Kim En Joong, Bogdan Korczowski, Martine Lafont, Francis Limérat, Christophe Mabillon, Jean-Paul Marceschi, Claude Mollard, Georges Orta, Françoise Paressant-Tual, Catherine Pellecuer, Jean Pons, Ramsà, Denis Rivière, Rorcha, Franck Senaud, Hamid Taghavi, Keiichi Tahara, Anne Tiessé, Michel Tourlière, Victor Vasarely, David Wells Roth, Constantin Xénakis, Yvaral.

### Art africain

#### Éthiopie
La collection d’art et d'artisanat d'Éthiopie rassemble plus de 250 pièces : mobilier, statues, objets domestiques, mais aussi icônes, parchemins et objets de cultes, parfois uniques en France. Ce fonds a été principalement constitué grâce à la contribution de deux collectionneurs italiens : Marco Gilioli et Vincenzo Garibbo, complétée par une politique d’acquisition à des galeries d’art spécialisées.
L’exposition permanente présentée aux troisième et cinquième étages du musée, s’attache à dévoiler la vie quotidienne des nombreuses ethnies et groupes linguistiques qui peuplent ce pays et qui s’étendent sur plusieurs autres états africains (Érythrée, Kenya, Djibouti, Somalie, Soudan).

#### Afrique équatorialeetocéan Indien
L’espace Afrique et océan Indien situé au sous-sol du musée, abrite une collection d’une trentaine de toiles contemporaines signées d’artistes principalement issus de l’archipel des Seychelles (voir ci-dessus). En parallèle est présentée dans cet espace une large évocation des cultures de l’Afrique équatoriale, à travers une collection d’objets issus d’une dizaine de pays africains : Zaïre, Mali, Côte d'Ivoire, Cameroun, Nigeria, Congo, Burkina Faso, Bénin ou encore Ghana. Cette exposition permanente présente une soixantaine d’objets : masques, fétiches, statues cultuelles, d’ancêtres, maternités ou encore instruments de musique, qui  témoigne de la prodigieuse diversité plastique de l’art africain traditionnel, révélant l’omniprésence du sacré dans ces cultures ancestrales.

### Art sacré
Le cinquième étage du musée Paul-Delouvrier abrite une collection d’art sacré, principalement composée d’objets liturgiques liés à l’histoire du diocèse d'Évry-Corbeil-Essonnes, né en 1966 de la partition du vaste diocèse de Versailles. De cette prestigieuse filiation sont issues nombre de pièces d’exception : orfèvrerie, mobilier, ornements liturgiques, mais aussi ouvrages anciens et tableaux de maîtres, dont de magnifiques exemples de la peinture italienne, espagnole et hollandaise des XVIe et XVIIe siècles : Raphaël, Reni, Battistello, Murillo ou encore Francken le Jeune. Cette collection régulièrement enrichie, est le fruit de nombreux dons de paroisses et de congrégations religieuses, mais aussi de particuliers ayant souhaité contribuer à l’enrichissement du musée.
Plongé dans la pénombre, un espace à part accueille les œuvres de l’artiste alsacienne Madeleine Schlumberger (1900-1981). Celle qui se fera aussi appeler « Marie d’Ailleurs », a laissé une œuvre très vaste relevant de plusieurs domaines : le dessin, la peinture, mais aussi l’écriture (cinq manuscrits seront édités 25 ans après sa mort). Après avoir rejoint l’atelier du peintre Édouard Hirth dans les années 1940, puis celui d’André Lhote quelques années plus tard, l’artiste voyage en Toscane et en Ombrie, où elle découvre le Quattrocento et un catholicisme de beauté et d’émotion, qui inspirera grandement son œuvre. Son langage artistique se précise vers l’âge de 50 ans, où elle se met à concevoir des scènes théâtralisées en miniature à partir de milliers d’objets anciens, formant une sorte de panoptique des différents milieux du XIXe siècle. L’artiste les appellera Boîtes à Rêves.
Le fonds Schlumberger du musée Paul-Delouvrier comprend 19 Boites à Rêves et une dizaine de tableaux, tous issus d’une donation de la famille.

## Galerie

### Art et artisanat éthiopien

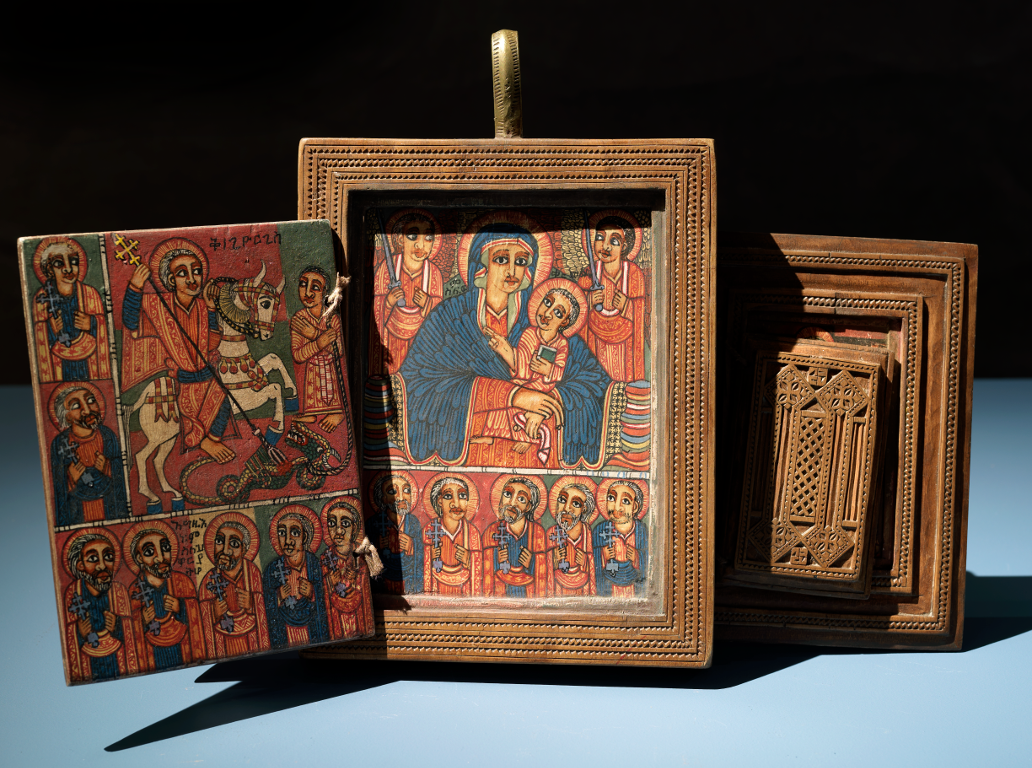
Icône polyptyque éthiopienne, XIXe – XXe siècles
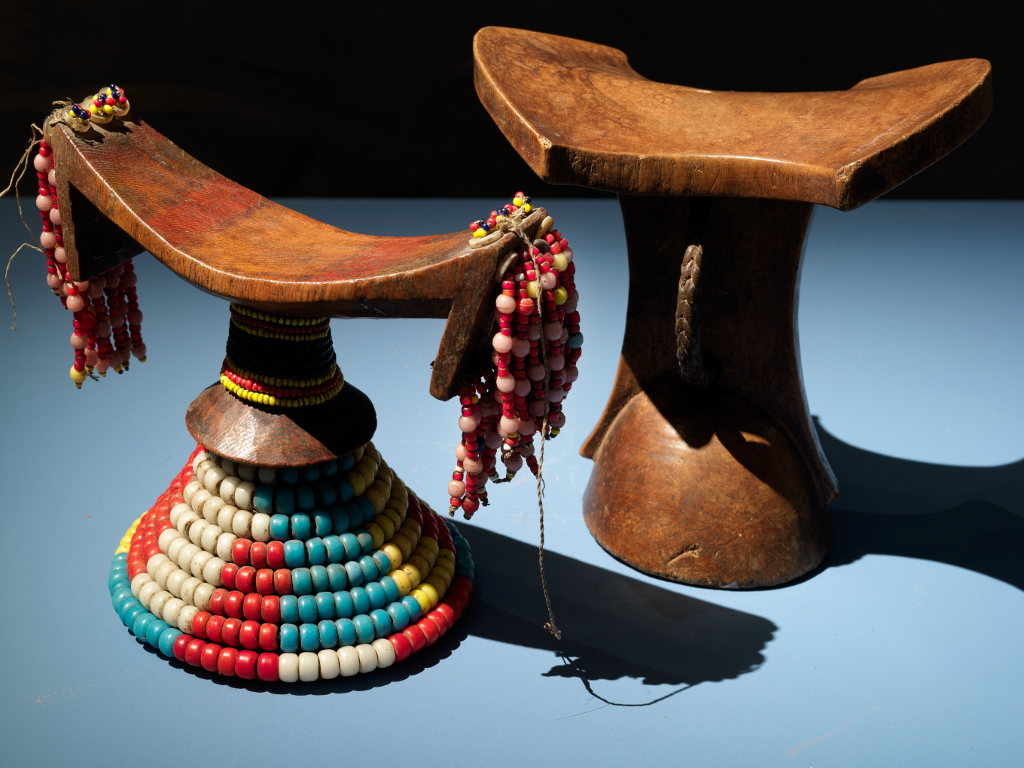
Appui-têtes éthiopiens, XIXe – XXe siècles

### Afrique et océan Indien

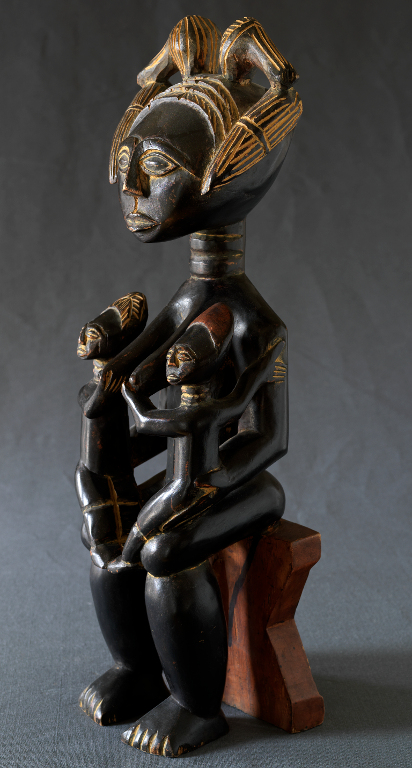
Maternité Baoulé, Côte d'Ivoire, XIXe – XXe siècles
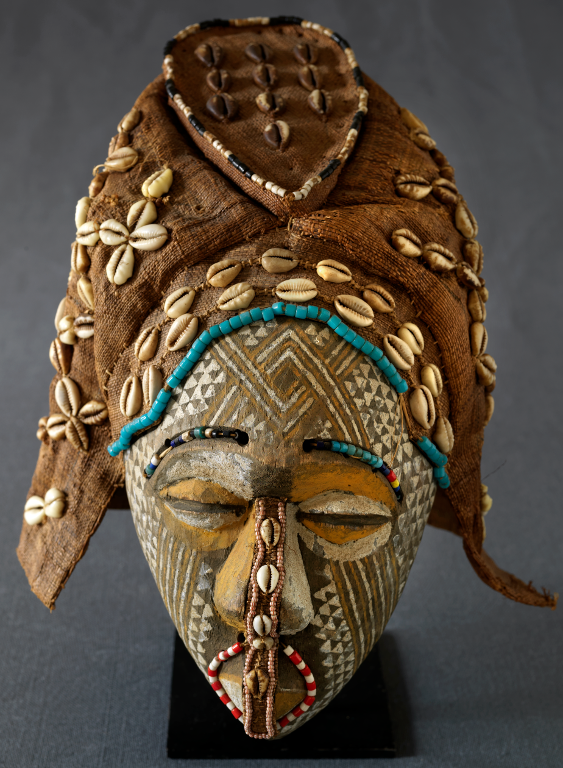
Masque féminin Ngaady a mwaash, Zaïre, XIXe – XXe siècles
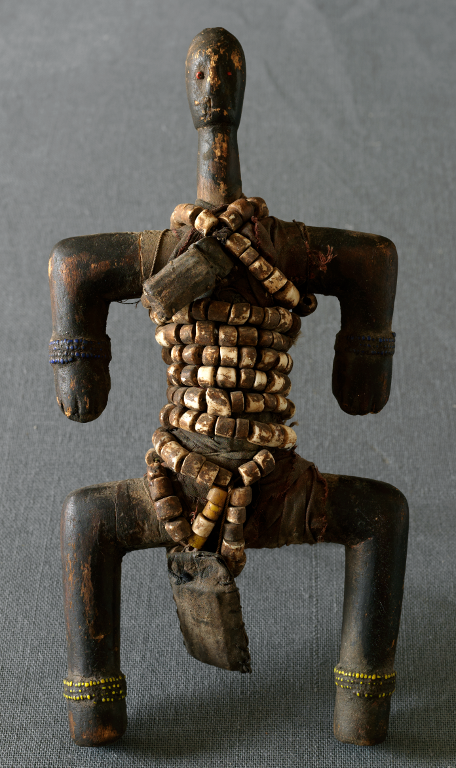
Poupée perlée de fécondité Namji, Cameroun, XIXe – XXe siècles

### Art sacré

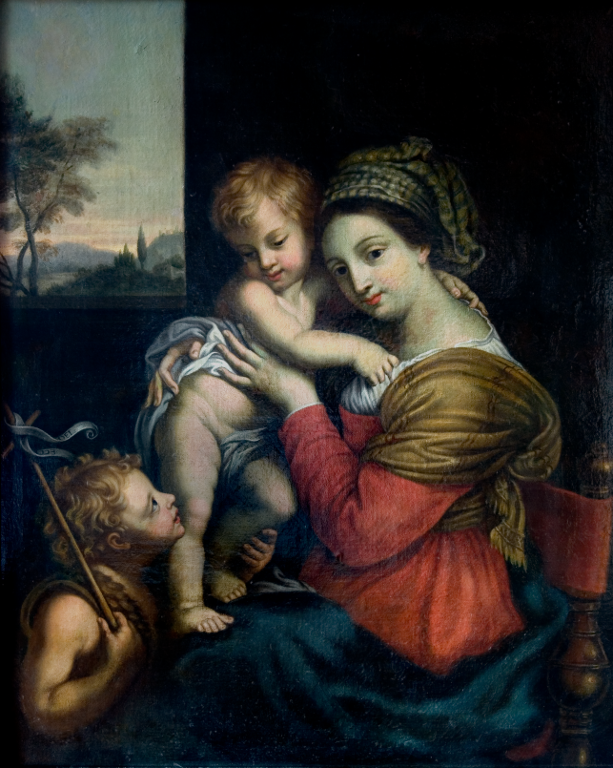
Madone à l'Enfant, École de Raphaël, XVIe siècle
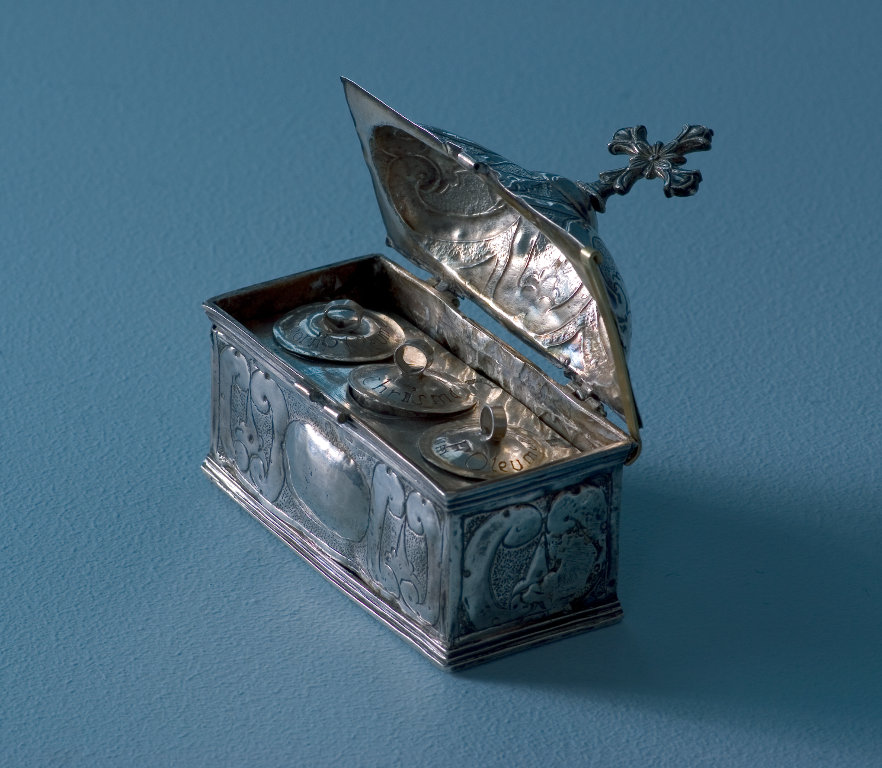
Chrémeau en argent, XVIIe siècle